# Pinesmus setosus
Pinesmus setosus är en mångfotingart som beskrevs av Chamberlin 1943. Pinesmus setosus ingår i släktet Pinesmus och familjen Cryptodesmidae. Inga underarter finns listade i Catalogue of Life.